# Christian Albrecht Ermel
Christian Albrecht Ermel (auch: Albert) (* 21. Januar 1673 in Schönfeld bei Lübbenau; † 24. November 1737 in Lübbenau) war ein deutscher evangelisch-lutherischer Geistlicher, der als Diaconus an der Lübbenauer Kirche St. Nikolai arbeitete. Er verfasste christliche Erbauungsbücher, errichtete eine umfangreiche Privatbibliothek und vermachte diese testamentarisch seiner Kirche. Die ganze Bibliothek wird seit 1975 im Domstiftsarchiv Brandenburg aufbewahrt.

## Leben
Christian Albrecht Ermel war der älteste Sohn des evangelischen Pfarrers Valentin Ermel (* 31. Dezember 1641; † 10. Februar 1723) aus Schönfeld bei Lübbenau. Nach dem Besuch des Bohnstedt-Gymnasiums in Luckau studierte er wie sein Vater an der Universität Wittenberg Theologie, begann am 24. September 1696 als Kantor in Lübbenau, stieg 1702 in das Amt des Subdiaconus und Rektors auf und war von 1706 bis zu seinem Tod 31 Jahre lang Diaconus (2. Pfarrer) an der Lübbenauer Nikolaikirche.

## Die Bibliothek
Während seines Pfarramts setzte Ermel viel Geld und Energie ein für den Aufbau einer umfangreichen Privatbibliothek, vornehmlich mit Werken der lutherischen Orthodoxie. Neben über vierhundert Titeln fanden sich auch Sammelbände mit über siebenhundert Dissertationen darunter. Sein Plan war, damit den Grundstein für eine umfangreiche, Geistlichen und Schullehrern zugängliche Kirchenbibliothek zu legen, die in der Nikolaikirche untergebracht und auch nach seinem Tod weiter vermehrt werden sollte. Dies brachte er auch in seinem Testament detailliert zum Ausdruck. Nach seinem Wunsch sollte die ortsansässige Herrschaft, der Graf zu Lynar, die Oberaufsicht haben und der jeweilige Diaconus die Bibliothek führen. Die Entwicklung verlief nicht erwartungsgemäß. Es kam nicht zur Unterbringung der Bibliothek in der Sakristei des 1738 bis 1741 neu gebauten Kirchengebäudes und eine Vermehrung ließ zu wünschen übrig; so kamen im 19. Jahrhundert gerade einmal 12 Titel hinzu. Nach mehreren Umzügen befindet sich der ganze Bestand seit 1975 als Depositum der Evangelischen Kirchengemeinde Lübbenau im Domstiftsarchiv Brandenburg.

## Familie
Christian Albrechts Vater Valentin stammte aus Calau. Der Großvater hieß ebenfalls Valentin Ermel und war dort Ratsherr und Bürgermeister (1652 bis 1653). Durch die Calauer Vorfahren ist Christian Albrecht verwandtschaftlich verbunden mit dem Familienzweig des Grimmaer Fürstenschulrektors Georg Ermel.
Christian Albrecht Ermel war verheiratet mit Anna Rosina, geb. Wind(en), von 1699 bis zu ihrem Tod im Jahr 1728. Beide Söhne aus dieser Ehe starben früh. Am 7. September 1729 ehelichte er die Witwe Aemilia Kroschwitz, geb. Franck. Die Ehe blieb kinderlos. Zur bleibenden Erinnerung an ihren Ehemann ließ Aemilia ein Epitaph errichten, auf dem sie ausführlich das Leben des Diakons beschrieb.
Ermels Bruder Siegismund Ermel (* 1677 in Schönfeld; † 17. September 1729 ebenda) war Pfarrer in Schönfeld. Er folgte dem Vater Valentin 1708 im Amt und wirkte dort bis zu seinem Tod 1729.

## Werke (Auswahl)
- Erbauliche und nützliche Litaney-Betrachtung, [...]. Voß, Lübben 1727. (Digitalisat der SUB)
- Christian Albert Ermel (Hrsg.), Christian Keimann: Kurtz-gefaste Nachricht von biblischen Gedächtniß-Versen und Reimen [...]. Voß, Lübben 1728.
- Gründliche Anleitung zum wahren und thätigen Christenthum. Voß, Lübben 1729.
- Neu-vermehrte erbauliche und nützliche Litaney-Betrachtung, [...]. Voß, Lübben 1733. (Digitalisat der SBB)